# プロコン-テン

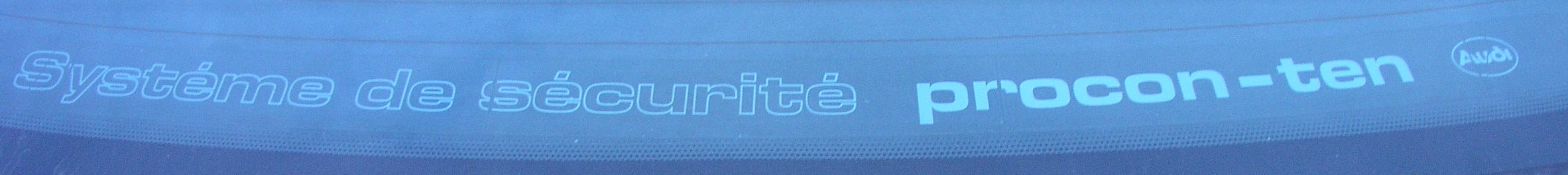
プロコン-テン搭載車の後部窓に貼られたステッカー（フランス語版）

プロコン-テン（procon-ten）は、ドイツの自動車メーカーであるアウディにおいて、1986年から1990年代半ばまで採用された安全装置である。名称はProgrammed Contraction Tensionの略称である。
プロコン-テンはエンジンの後部に繋がれた金属ケーブルにより、前面衝突時にエンジンが後退してケーブルを引っ張り、ステアリングをコラムごとダッシュボード側に引き込む構造を持つ。同時にシートベルトを巻き上げ、乗員がステアリングに衝突することを防ぐ。
アウディのエンジンは伝統的にいくつかの近年の形式を除き、縦置きになっている。これによってエンジンは前に突き出る為、ラジエーターは横にずらして配置される。この形式の有利な点はエンジンが衝撃を受け止めてくれることである。プロコン-テンはアウディ・100／200、V8、80と90に順次搭載された。
しかし、それら車種の後継となる初代A4とA8（ともに1994年登場）、2代目A6（1997年登場）には継続して搭載されず、プロコン-テンは廃止された。代わりにエアバッグ・システムが装着されている。
プロコン-テンが継続されなかったのは、主に北米市場でエアバッグの装着義務化がなされたことと、軽い事故の場合でもプロコン-テンが作動した場合は修理に費用が掛かり過ぎ、廃車にせざるを得なくなることが原因と推測される。
プロコン-テンはアウディAGの商標である。結果的に、アウディはドイツにおいて最後にエアバッグを採用した自動車製造会社となった。